# 竹田義民亭
竹田義民亭（客語白話字：Zugˋ tienˇ ngi-mìn-thìn），當地作褒忠義民亭（客語白話字：Pô-chûng ngi-mìn-thìn），臺灣花蓮縣廟宇，位於富里鄉竹田村，主祀義民爺，由新竹縣枋寮褒忠亭義民廟迎請令旗而來。

## 沿革
臺灣日治時期，不少新竹州的客家漢人移居至富里鄉竹田村一帶拓開墾，但過期屢遭瘧疾、蟲害、收穫歉收等困擾，生活長期清苦。民國34年（1945年）間，竹田村的居民返回原鄉新竹縣，至新埔鎮的枋寮義民廟祈求，迎請義民爺的令旗、分割香火至竹田村民宅供奉，此即竹田義民亭之由來。
民國38年（1947年），義民爺令旗挪至現址供奉，並正式搭建廟宇，最初僅為茅草鋪蓋屋頂的木造建築。民國41年（1952年），不堪颱風侵襲而傾圯，地方遂委請「阿章師」李上章承建新廟，聘請匠師雕作石像、龍柱，且石材係由當地開採，石柱木造的廟宇順利於民國46年（1957年）落成。民國65年（1976年）再度整建新廟，由竹田村陳阿滿施建，廟身悉改為鋼筋水泥結構，於民國68年（1979年）竣工，即為今貌。
此外，廟宇雖幾經翻修，但民國四十年代（1950年代）廟宇的石刻楹聯，以及歷代木刻雕版的籤詩、七星劍、舊式神轎等古文物皆有獲得廟方保存，並公開展示。
竹田義民亭最初僅奉有令旗，而無神像，直到民國77年（1988年）才有村民提議為義民爺塑造金身。根據廟方說法，義民爺乃「有神無像」，施作神像並無所憑據、有其難度，但相傳負責神像的師傅在施作前一夜睡夢期間，義民爺顯靈入夢，師傅才依照夢中義民爺樣貌順利雕作出來。
竹田義民亭信眾範圍含括羅山村與新興村等，迄今仍是周遭村落的信仰中心，而每年逢農曆七月二十日的義民節，不分客家人或閩南人皆會來此朝拜、共襄盛舉，且為象徵保存傳統，儀式乃以客家語進行。

## 圖輯

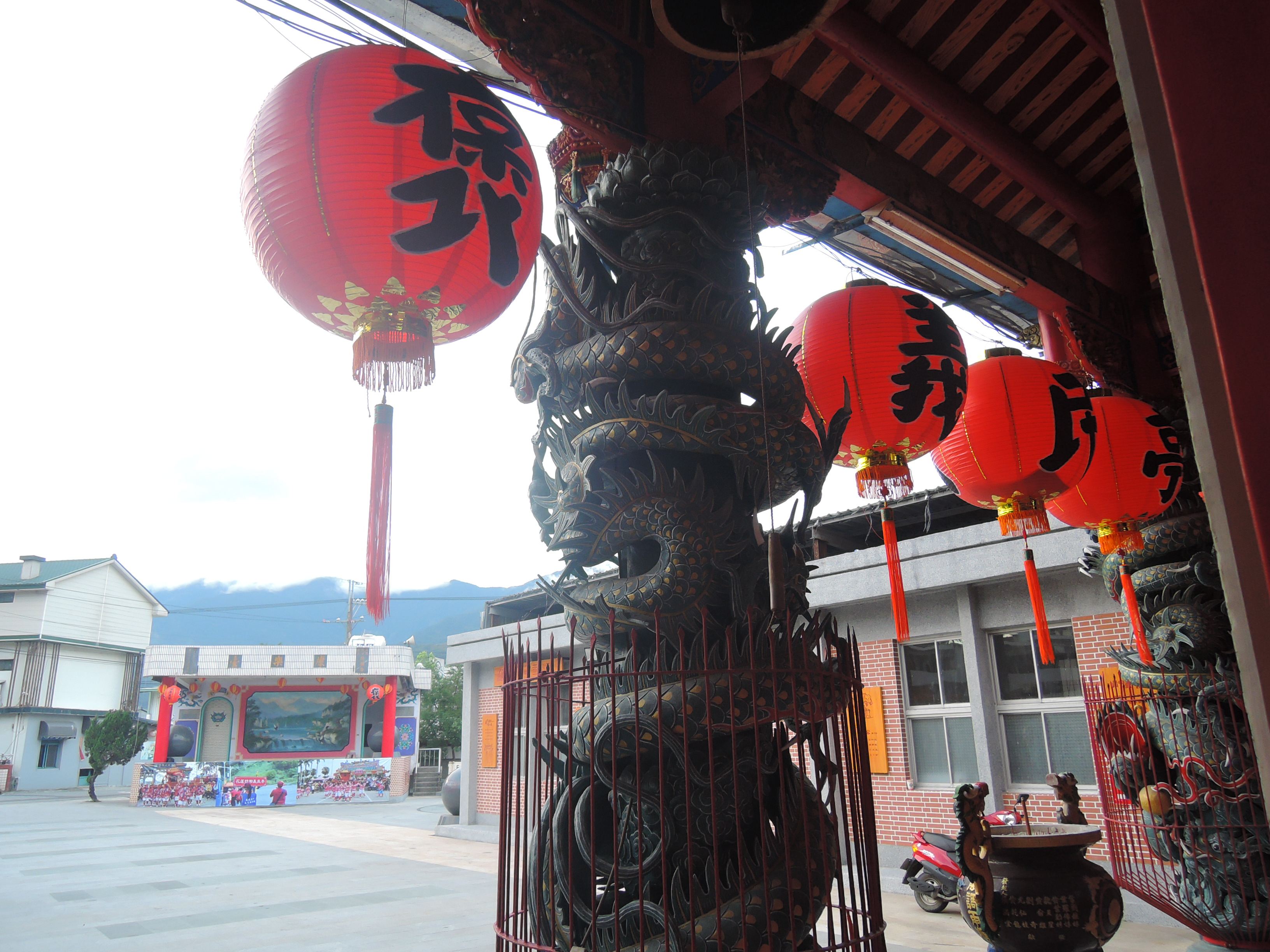
龍柱、戲台、廟埕
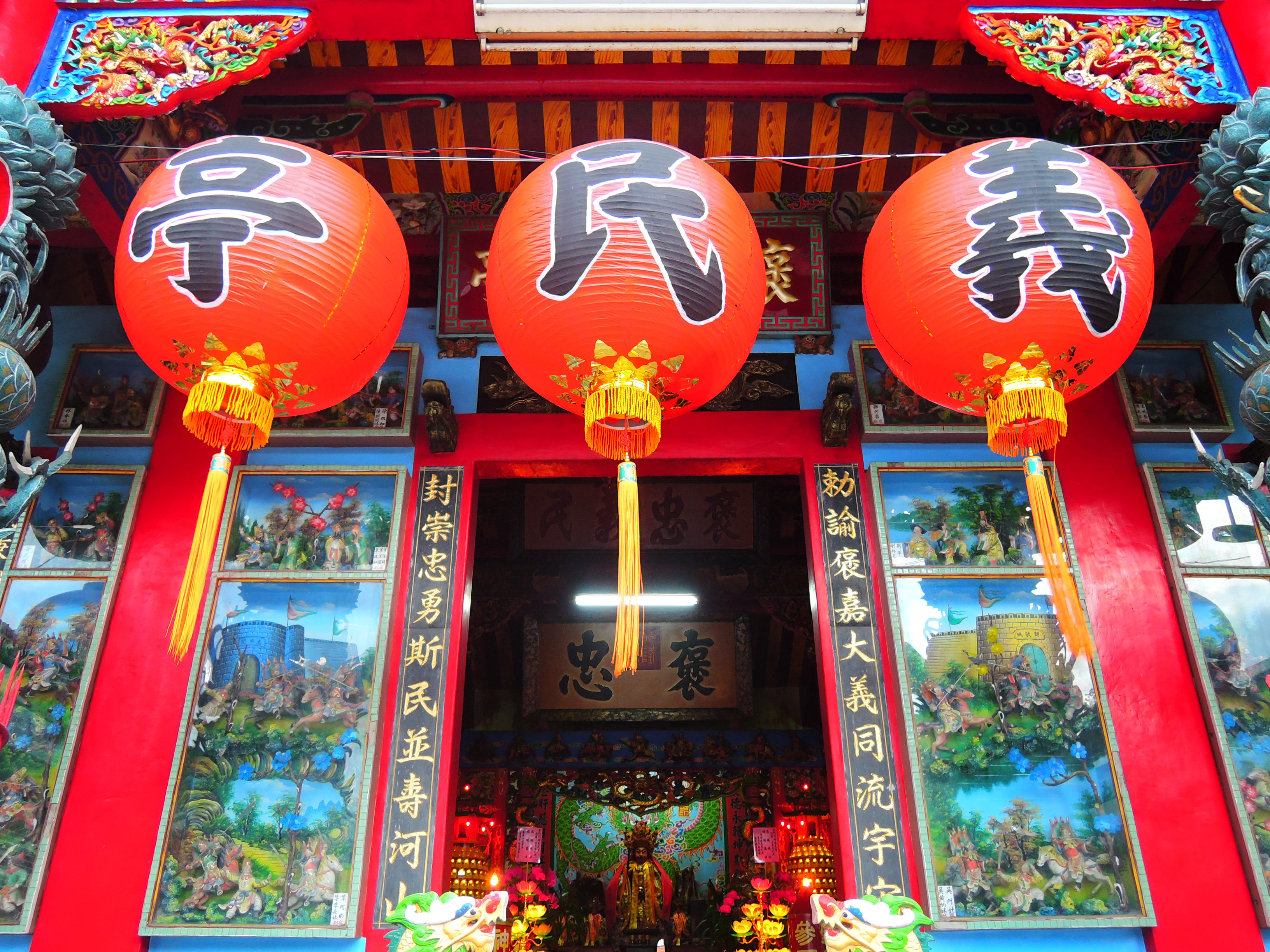
正門、裝飾
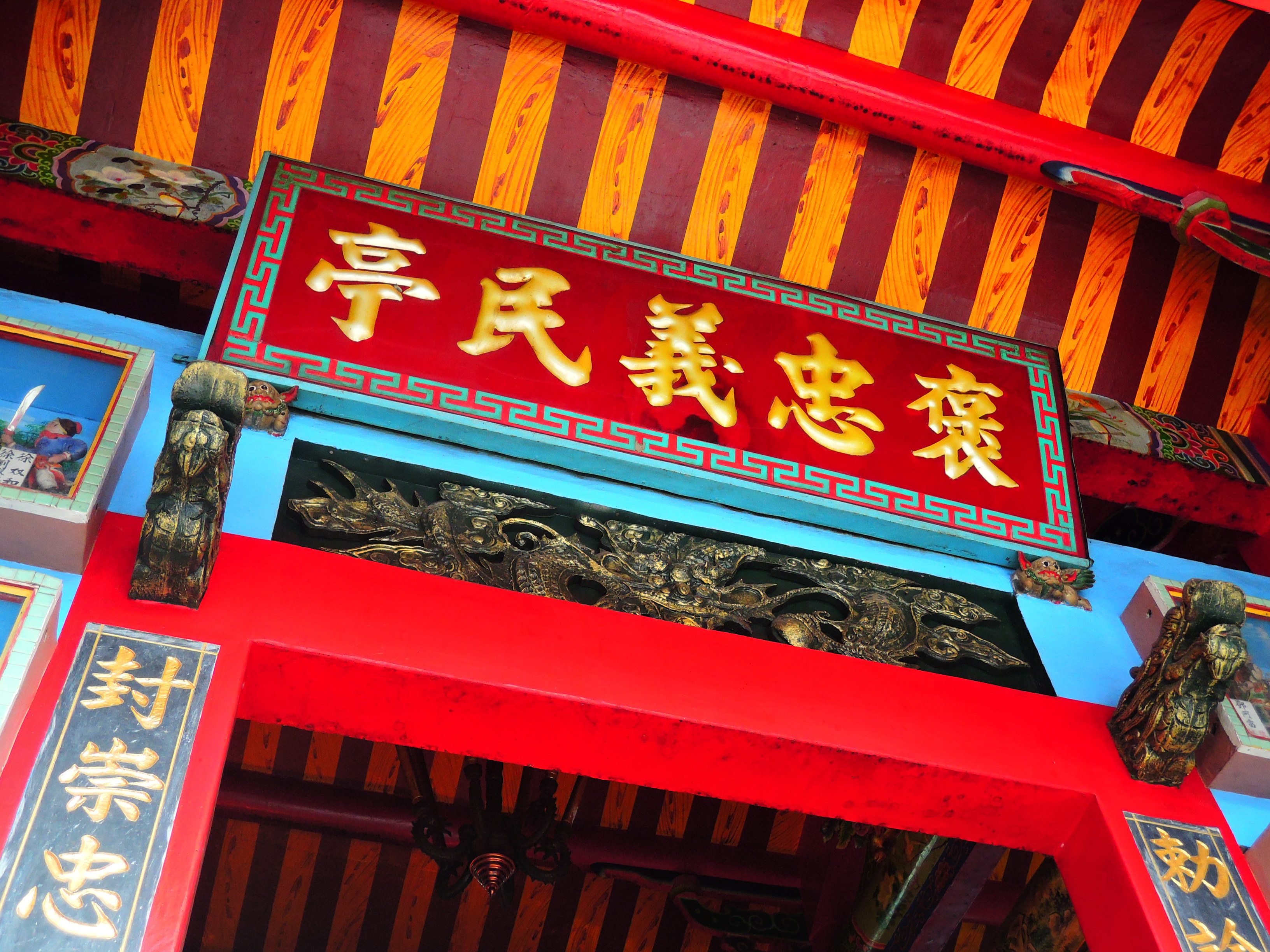
聖旨牌
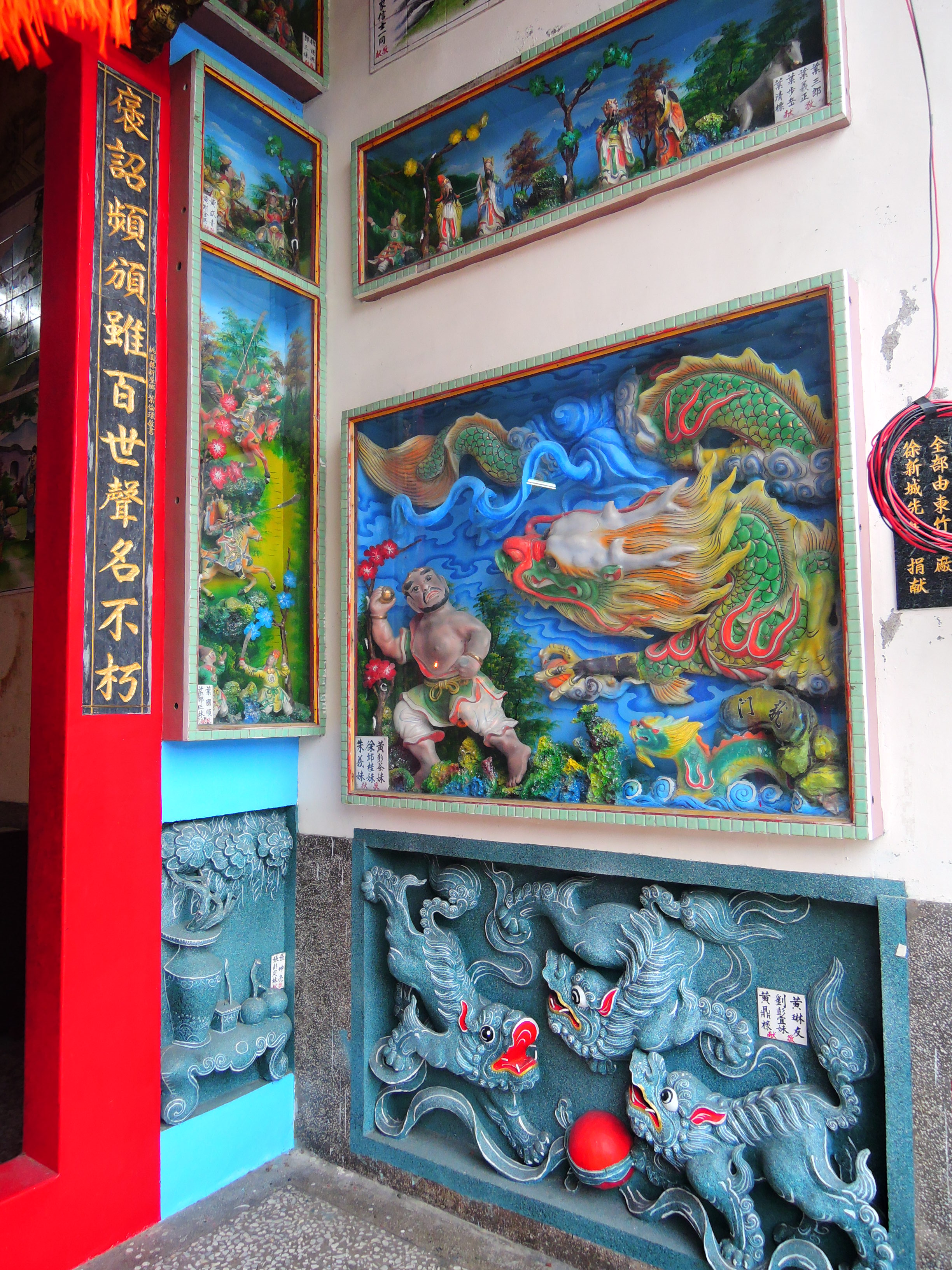
龍邊浮雕壁堵
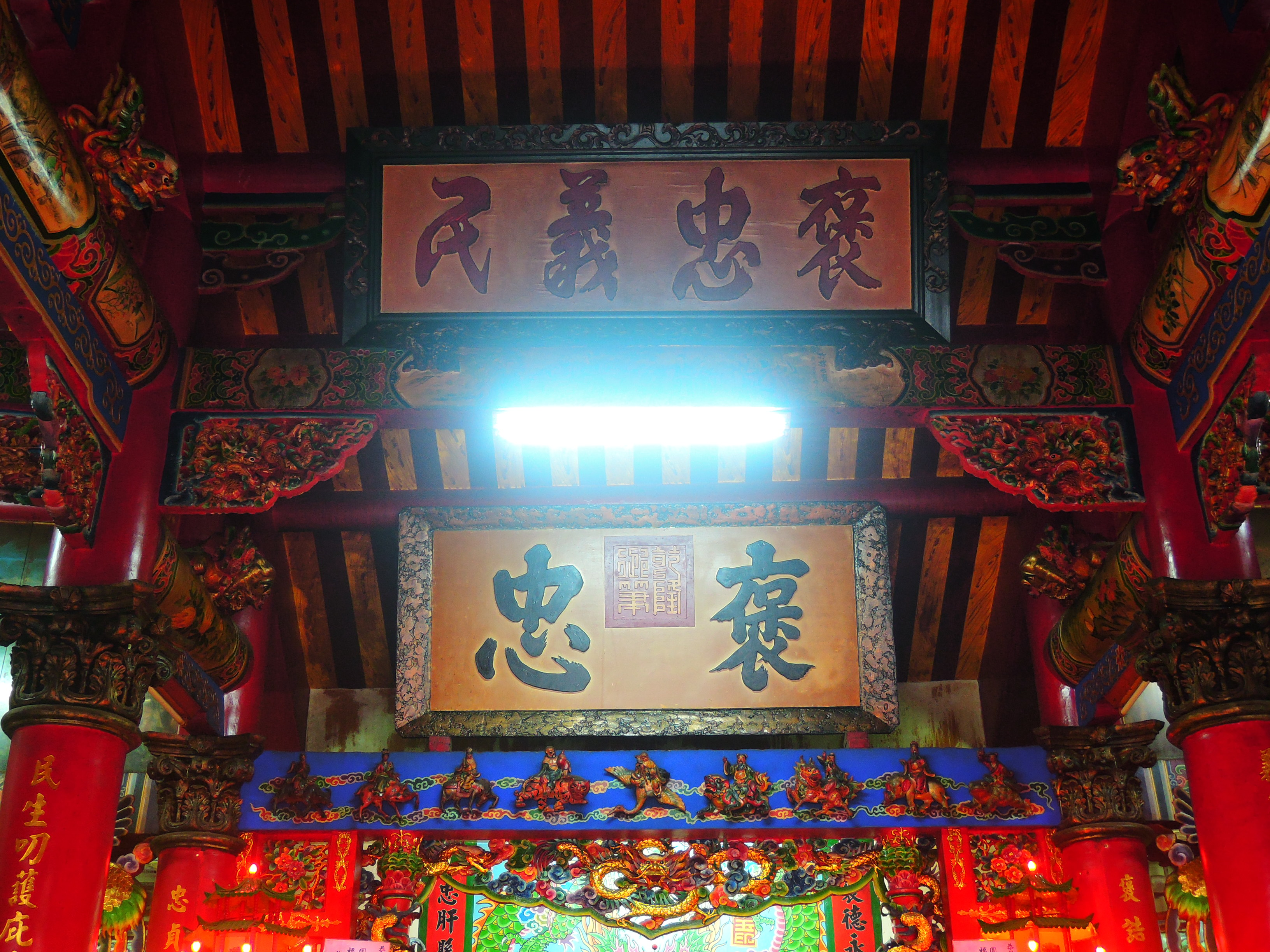
正殿匾額
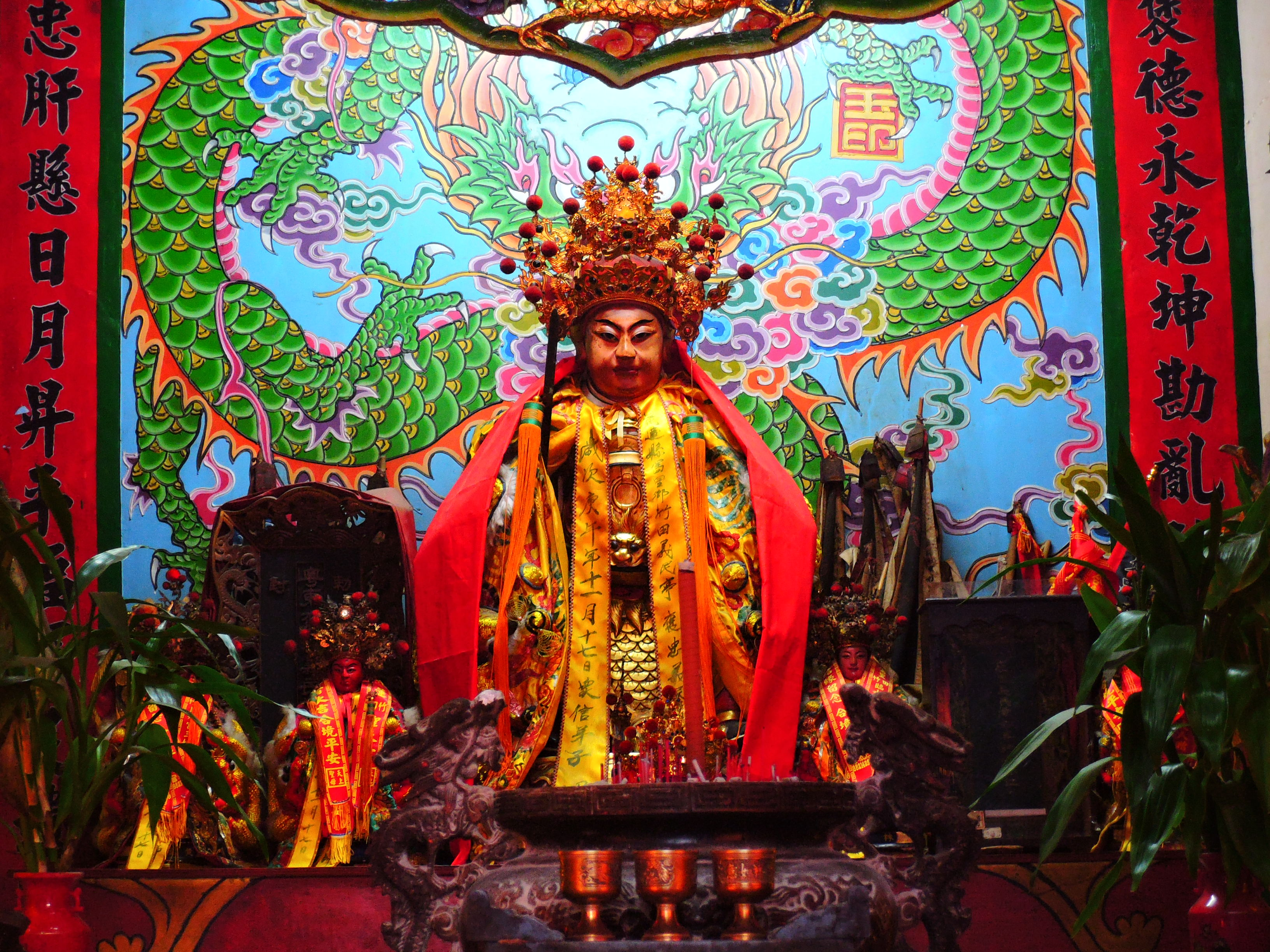
義民爺神像
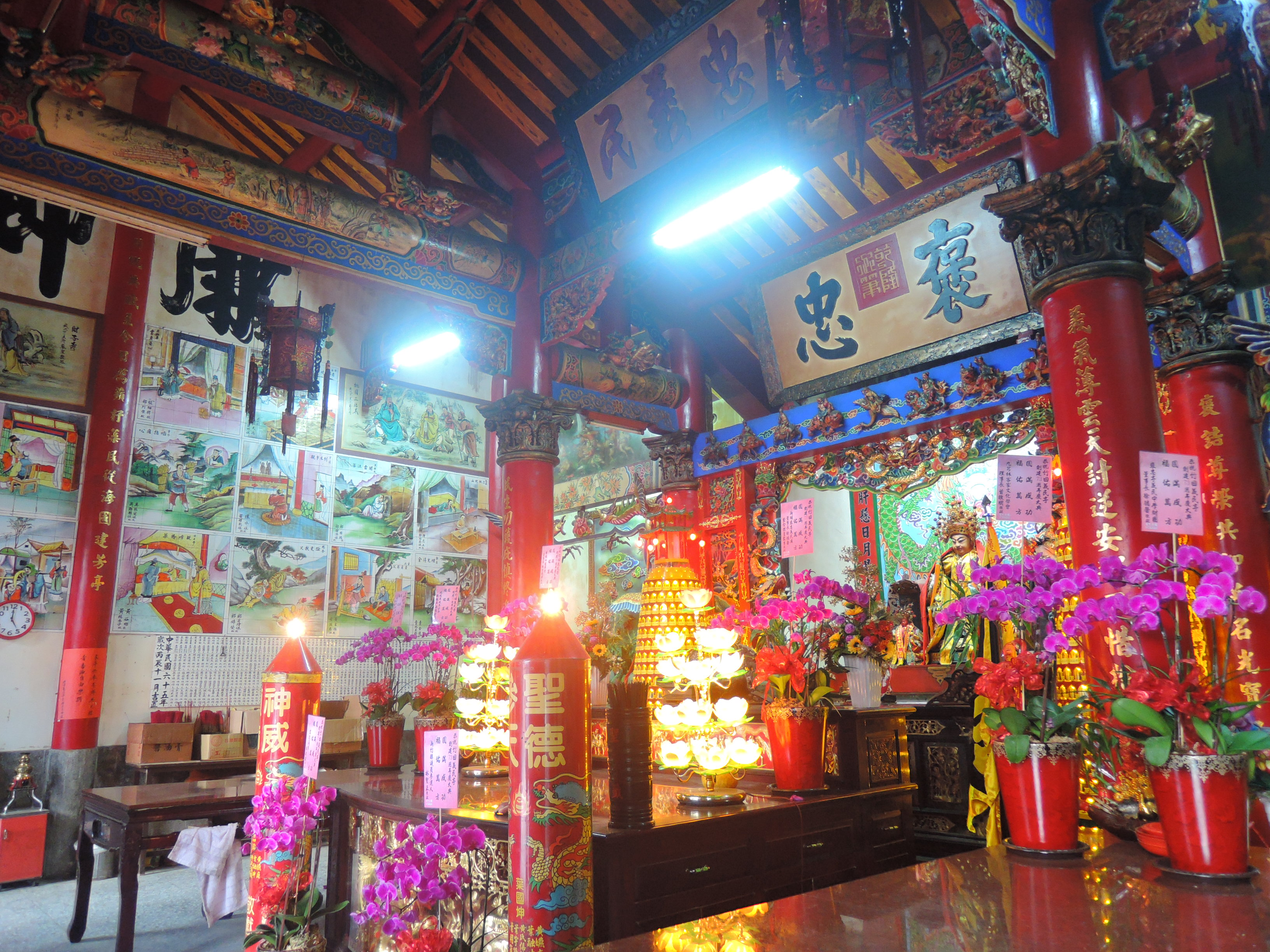
神明廳擺設